# Нами, Оздил
Оздил Нами (тур. Özdil Nami; род. 23 мая 1967 года, Лондон) ― политический деятель Турецкой Республики Северного Кипра. Министр иностранных дел Северного Кипра в 2013―2015 годах и уполномоченный представитель турок-киприотов на переговорах по урегулированию кипрского спора. С 2018 года является министром экономики и энергетики Северного Кипра. 
Оздил Нами родился в Лондоне 23 мая 1967 года. Он изучал бизнес-управление на факультете экономики и административных наук Босфорского университета, который окончил в 1988 году, а затем получил учёную степень магистра финансов в Калифорнийском университете в Беркли в 1991 году.
После возвращения на Кипр Нами начал работать в компании своей семьи, Erdil & Sons Ltd, в качестве директора. С 1993 по 1997 год он читал лекции в Восточно-Средиземноморском университете, Ближневосточном университете и Европейском университете Лефке. В 1997 году он был назначен советником президента Рауфа Денкташа по политическому анализу и принимал участие в переговорах по урегулированию кипрского конфликта до 2000 года. Затем он работал советником в Торговой палате турок-киприотов в 2000 и 2001 годах и председателем Ассоциации турецких бизнесменов Кипра в период с 2001 по 2003 год.
На парламентских выборах 2003 года Неми был избран в Ассамблею ТРСК от Республиканской турецкой партии (РТП), где он представлял округ Лефкоша. В январе 2005 года он был избран представлять интересы турок-киприотов на Парламентской ассамблее Совета Европы и в феврале 2005 года его переизбрали на ту же должность в парламенте и назначили на пост специального представителя по переговорам о статусе Кипра при президенте Мехмете Али Талате, который он занимал до 2010 года. Неми был переизбран депутатом от КТП в округе Лефкоша на парламентских выборах 2009 и 2013 годов.
1 сентября 2013 года Оздил Нами был назначен министром иностранных дел Северного Кипра в кабинете Йорганчоглу. 11 мая 2015 года он подал в отставку после того, как новый президент ТРСК Мустафа Акынджи назначил его на пост уполномоченного представителя на переговорах о статусе Кипра.